# Celles (Hérault)
Celles è un comune francese di 23 abitanti situato nel dipartimento dell'Hérault nella regione dell'Occitania. È situato in prossimità della sponda settentrionale del Lago di Salagou.

## Società

### Evoluzione demografica
Abitanti censiti